# Musée Moesgård

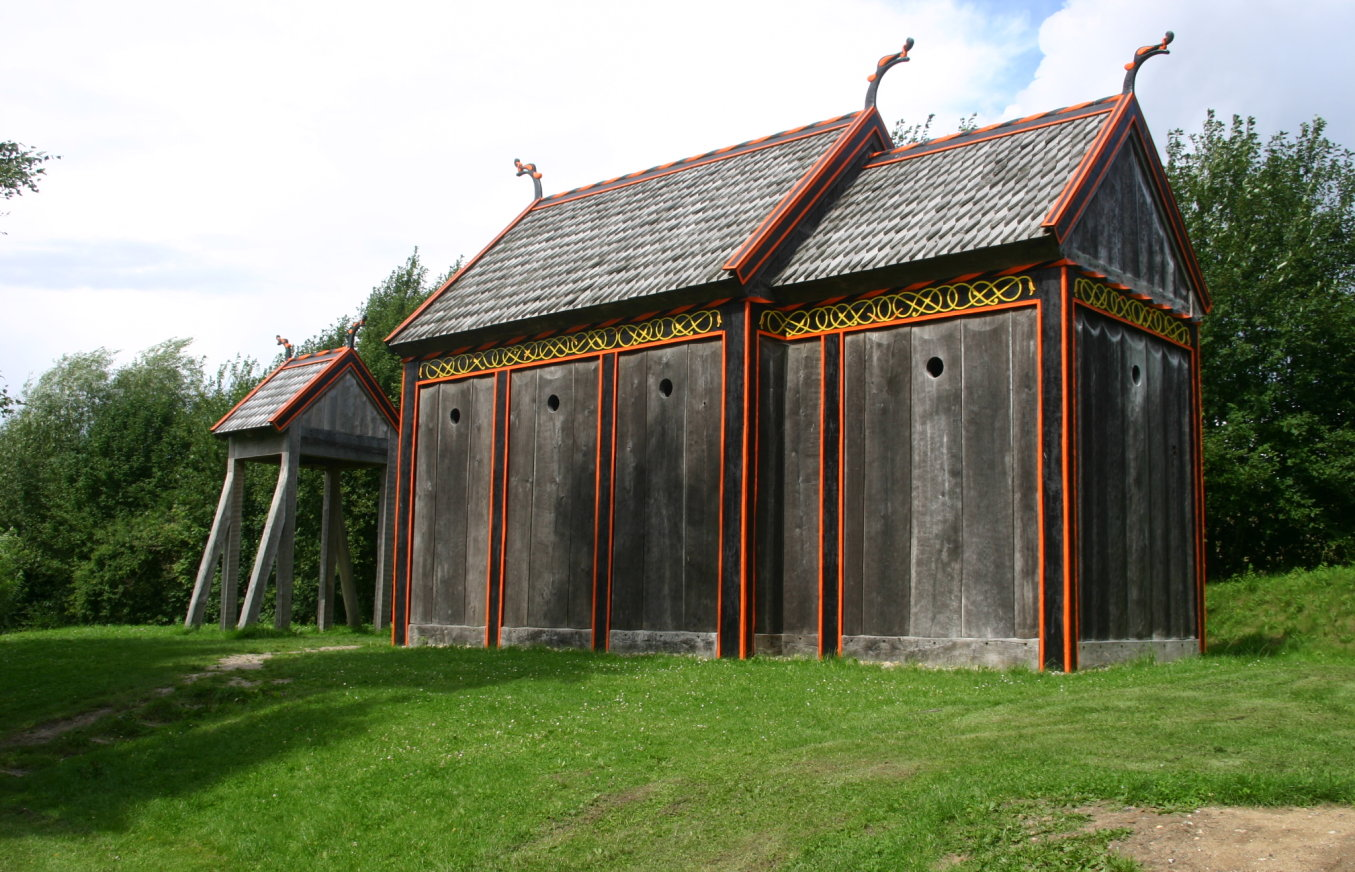
Reconstitution de l’église en bois debout de Hørning (à Randers).

Le domaine de Moesgård, dans les bois de Højbjerg, se trouve au sud d’Aarhus dans le Jutland (Danemark). Il accueille depuis 1970 le musée Moesgård. Les allées, chemins et routes sont traversés d'allées pavées millénaires et parsemées de chênes, de tilleuls et de marronniers.
Au mois d'octobre 2014, le musée s'est agrandi d'un nouveau bâtiment aux toitures végétalisées et inclinées.
Ce musée est célèbre non seulement par les précieux vestiges archéologiques de Scandinavie, allant du Paléolithique jusqu’à l’époque des Vikings (dont la Pierre du masque et d’autres pierres runiques), mais aussi par ses grandes manifestations ethnographiques. Ce musée conserve notamment le corps momifié de l’Homme de Grauballe et les vestiges de l'âge du fer germanique découverts à Illerup Ådal.

## Le nouveau musée
De 2011 à 2014, on a construit un nouveau bâtiment de 16 000 m2 au nord de l'ancien Musée, d'après des plans du cabinet Henning Larsen Architects. Cet édifice emblématique, visible de loin, présente une toiture en pente inclinée vers le sud, faisant terrasse engazonnée.

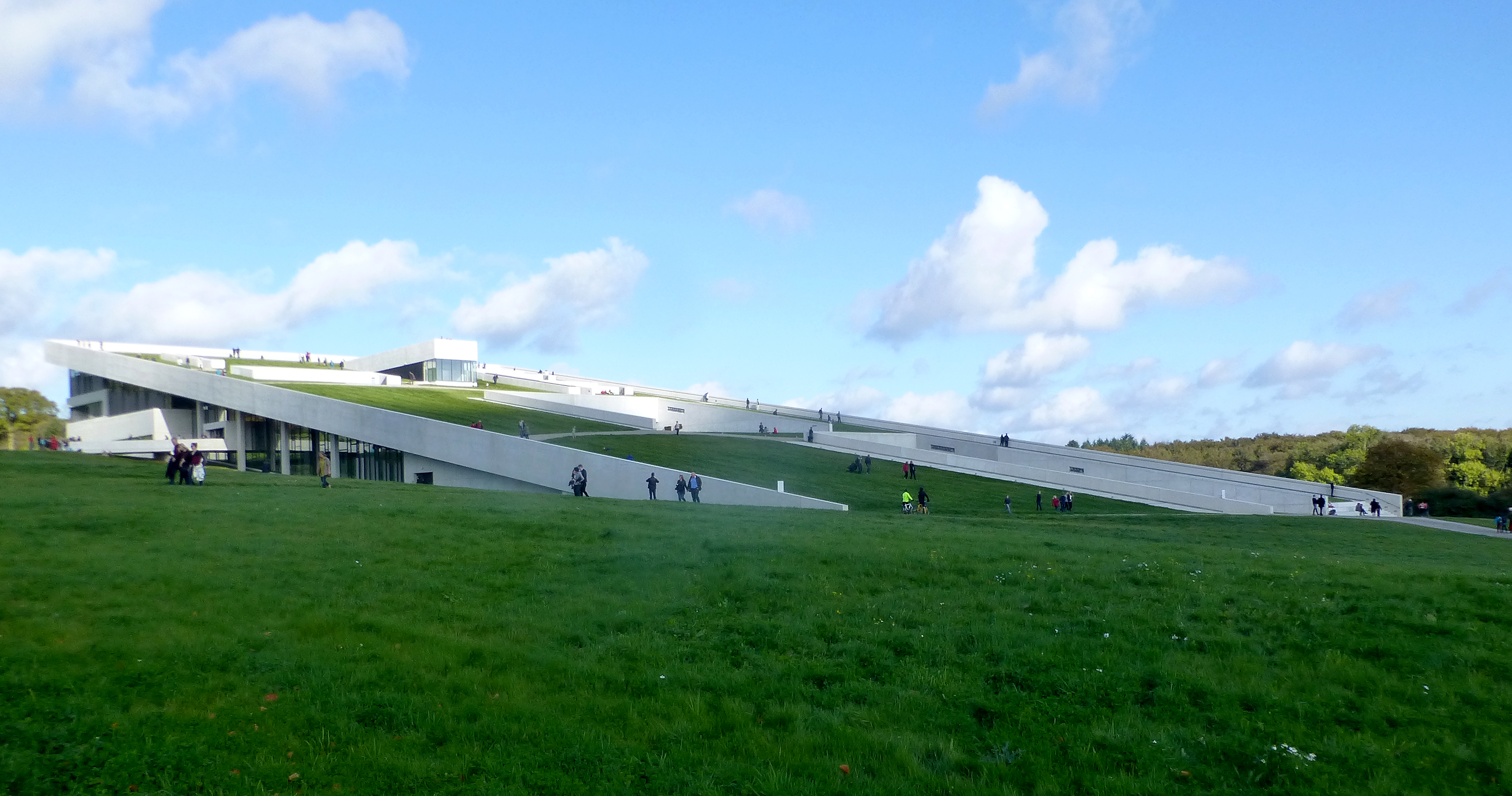
Le nouveau musée (panorama sud-ouest).
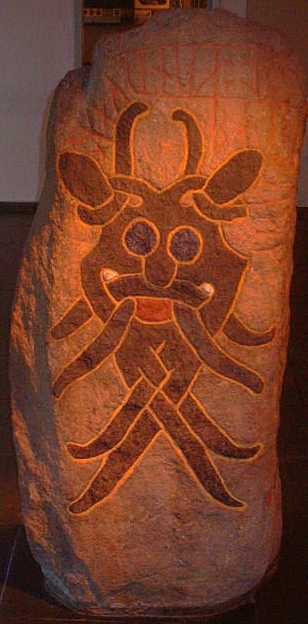
La pierre runique DR66
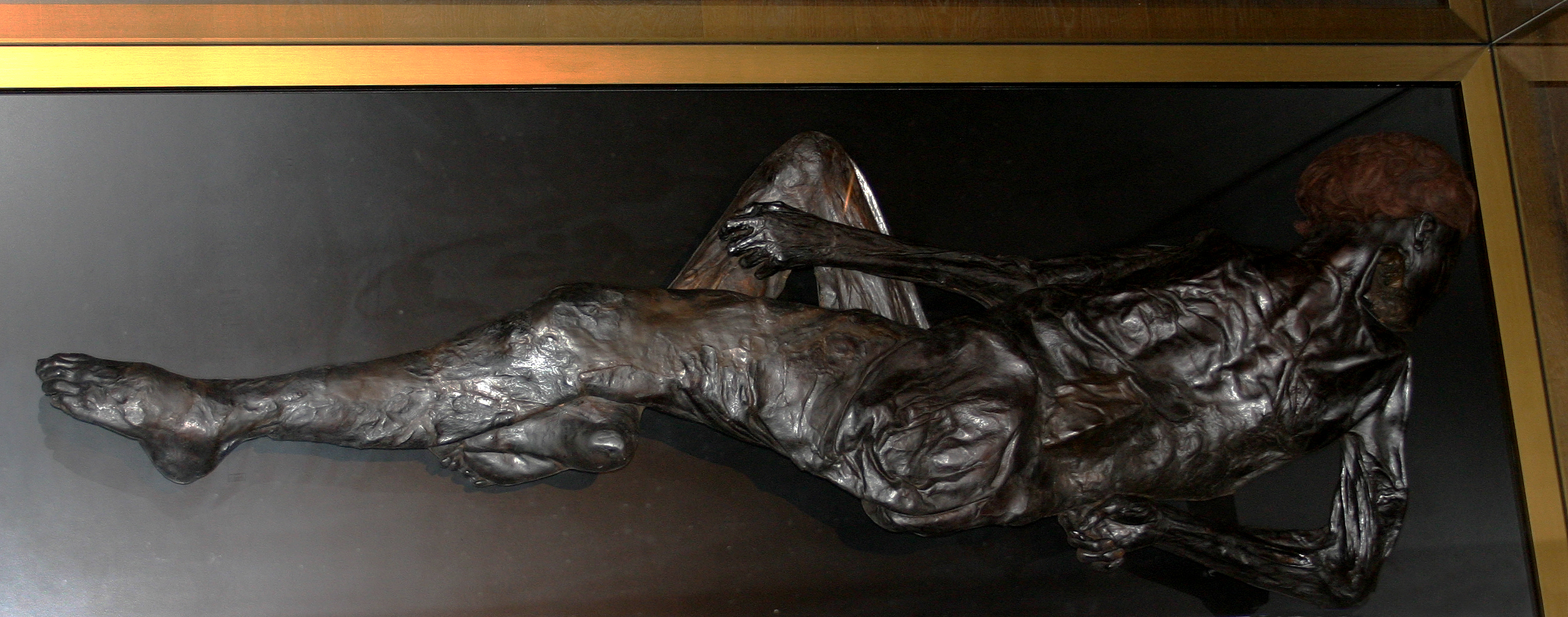
Le corps momifié de l'Homme de Grauballe.

## Le «parcours de la Préhistoire» et ses monuments
Par le « parcours de la Préhistoire » (Oldtidsstien) on redécouvre l’aspect de l’ancienne forêt danoise : sur une superficie de 100 ha, on a reconstitué une forêt de bouleaux, de sapins, de genévriers, de sorbiers et de trembles. Le parcours de l'écomusée mène à une maison de l’âge du fer, à un dolmen du Néolithique (retrouvé à Stigsnæs sur l’île de Seeland) avec 10 sarcophages (en partie de l’âge du bronze) retrouvés dans les environs, ainsi qu’au temple de Tustrup, reconstitué d’après les fondations mises au jour en 1954 dans la nécropole de Tustrup.

## Le domaine
Le parc a été aménagé en jardin romantique. Par contraste avec les tracés symétriques rectilignes du jardin classique, qui avaient une fonction de représentation, le jardin romantique, avec ses chemins tortueux, ses cabanes, ses grottes et ruines artificielles et ses petits étangs, est destiné au promeneur solitaire, qui peut y laisser libre cours à sa mélancolie. Le parc est planté d’arbres et arbustes de jardin aujourd’hui peu communs, tels les faux-acacias et les ifs.